# Dolcenera
Emanuela Trane (n. 16 mai 1977, Galatina, Apulia, Italia), cunoscută drept Dolcenera, este o cântăreață italiană.